# Dirphya gracilior
Dirphya gracilior är en skalbaggsart som först beskrevs av Stefan von Breuning 1956.  Dirphya gracilior ingår i släktet Dirphya och familjen långhorningar. Inga underarter finns listade i Catalogue of Life.